# Алекс Мур
Александр «Алекс» Роберт Мур (англ. Alexander "Alex" Robert Moore; нар. 18 серпня 1997, Монреаль, Онтаріо) — канадський борець вільного стилю, срібний та бронзовий призер Панамериканських чемпіонатів, бронзовий призер Ігор Співдружності, бронзовий призер чемпіонату світу серед студентів, учасник Олімпійських ігор.

## Життєпис
Боротьбою почав займатися з 2008 року. Його тренував батько, який був тренером з боротьби. У 2014 році став срібним призером Панамериканського чемпіонату серед кадетів. У 2016 та 2017 роках двічі поспіль здобув титул Панамериканського чемпіона серед юніорів.
Визнаний найкращим борцем серед чоловіків на національному чемпіонаті 2019 року після здобуття титулу чемпіона країни у ваговій категорії до 90 кг.
Виступає за борцівський клуб Монреаля. Тренери — Роберт Мур (з 2008), Віктор Зільберман (з 2008).
Отримав ступінь бакалавра комерції у Школі бізнесу Джона Молсона в Університеті Конкордія. Працює у сфері фінансових послуг.

## Спортивні результати на міжнародних змаганнях

### Виступи на Олімпіадах
| Змагання                    | Збірна | Вагова категорія          | Місце |
| --------------------------- | ------ | ------------------------- | ----- |
| Літні Олімпійські ігри 2024 | Канада | вільна боротьба, до 86 кг | 9     |

### Виступи на Чемпіонатах світу
| Змагання                        | Збірна | Вагова категорія          | Місце |
| ------------------------------- | ------ | ------------------------- | ----- |
| Чемпіонат світу з боротьби 2019 | Канада | вільна боротьба, до 86 кг | 29    |
| Чемпіонат світу з боротьби 2022 | Канада | вільна боротьба, до 86 кг | 24    |
| Чемпіонат світу з боротьби 2023 | Канада | вільна боротьба, до 86 кг | 29    |

### Виступи на Панамериканських чемпіонатах
| Змагання                                   | Збірна | Вагова категорія          | Місце  |
| ------------------------------------------ | ------ | ------------------------- | ------ |
| Панамериканський чемпіонат з боротьби 2019 | Канада | вільна боротьба, до 86 кг | Бронза |
| Панамериканський чемпіонат з боротьби 2023 | Канада | вільна боротьба, до 86 кг | Срібло |

### Виступи на Панамериканських іграх
| Змагання                  | Збірна | Вагова категорія          | Місце |
| ------------------------- | ------ | ------------------------- | ----- |
| Панамериканські ігри 2019 | Канада | вільна боротьба, до 86 кг | 5     |

### Виступи на Іграх Співдружності
| Змагання                | Збірна | Вагова категорія          | Місце  |
| ----------------------- | ------ | ------------------------- | ------ |
| Ігри Співдружності 2018 | Канада | вільна боротьба, до 86 кг | 5      |
| Ігри Співдружності 2022 | Канада | вільна боротьба, до 86 кг | Бронза |

### Виступи на Чемпіонатах світу серед студентів
| Змагання                                        | Збірна | Вагова категорія          | Місце  |
| ----------------------------------------------- | ------ | ------------------------- | ------ |
| Чемпіонат світу з боротьби серед студентів 2018 | Канада | вільна боротьба, до 86 кг | Бронза |

### Виступи на інших змаганнях
| Змагання                                                        | Збірна | Вагова категорія          | Місце  |
| --------------------------------------------------------------- | ------ | ------------------------- | ------ |
| Клубний чемпіонат світу з боротьби 2017                         | Канада | команда                   | 10     |
| Турнір міста Сассарі з боротьби 2018                            | Канада | вільна боротьба, до 86 кг | Срібло |
| Кубок Канади з боротьби 2018                                    | Канада | вільна боротьба, до 86 кг | Золото |
| Турнір міста Сассарі з боротьби 2019                            | Канада | вільна боротьба, до 86 кг | 9      |
| Олімпійський кваліфікаційний турнір з боротьби 2020 (Софія)     | Канада | вільна боротьба, до 86 кг | 21     |
| Турнір міста Сассарі з боротьби 2022                            | Канада | вільна боротьба, до 86 кг | Срібло |
| Турнір міста Сассарі з боротьби 2023                            | Канада | вільна боротьба, до 86 кг | Золото |
| Гран-прі Іспанії з боротьби 2023                                | Канада | вільна боротьба, до 86 кг | Бронза |
| Олімпійський кваліфікаційний турнір з боротьби 2024 (Акапулько) | Канада | вільна боротьба, до 86 кг | Золото |
| Гран-прі Іспанії з боротьби 2024                                | Канада | вільна боротьба, до 86 кг | 4      |

### Виступи на змаганнях молодших вікових груп
| Змагання                                                 | Збірна | Вагова категорія          | Місце  |
| -------------------------------------------------------- | ------ | ------------------------- | ------ |
| Панамериканський чемпіонат з боротьби серед кадетів 2014 | Канада | вільна боротьба, до 63 кг | Срібло |
| Чемпіонат світу з боротьби серед кадетів 2014            | Канада | вільна боротьба, до 63 кг | 14     |
| Літні юнацькі Олімпійські ігри 2014                      | Канада | вільна боротьба, до 63 кг | 6      |
| Панамериканський чемпіонат з боротьби серед юніорів 2016 | Канада | вільна боротьба, до 74 кг | Золото |
| Чемпіонат світу з боротьби серед юніорів 2016            | Канада | вільна боротьба, до 74 кг | 8      |
| Панамериканський чемпіонат з боротьби серед юніорів 2017 | Канада | вільна боротьба, до 84 кг | Золото |
| Чемпіонат світу з боротьби серед юніорів 2017            | Канада | вільна боротьба, до 84 кг | 7      |
| Чемпіонат світу з боротьби серед молоді 2018             | Канада | вільна боротьба, до 86 кг | 5      |
| Чемпіонат світу з боротьби серед молоді 2019             | Канада | вільна боротьба, до 86 кг | 8      |